# LinTo-Aermacchi Record
La LinTo-Aermacchi Record è una motocicletta da competizione costruita dalla LinTo per conto della Aermacchi, nel 1955.

## Storia del progetto
Inseritasi da soli due anni nel settore motociclistico, l'Aermacchi aveva preso accordi con Lino Tonti per la realizzazione di una moto da competizione in grado di conquistare record di velocità nelle classi 50, 75 e 125 cm³, così ponendosi all'attenzione della stampa nazionale e internazionale.
Lino Tonti e Massimo Pasolini che in precedenza avevano già realizzato una moto da competizione da 75 cm³, si misero all'opera per costruire un telaio che potesse ospitare, a turno, i tre motori.
Il primo tentativo venne effettuato nell'autunno 1955 sulla Bundesautobahn 9, lungo il tratto Monaco-Ingolstadt. Purtroppo, a causa di un malinteso circa orario e modalità con la polizia stradale tedesca, incaricata di chiudere il tratto di autostrada stabilito, si verificò un grave incidente. L'autocarro-officina venne posizionato trasversalmente alla corsia, ma una automobile Mercedes proveniente da Monaco a velocità sostenuta, si schiantò contro il pesante automezzo. Il bilanciò fu di tre morti e lo stesso Pasolini che stava infilandosi la tuta nella cabina del camion, rimase ferito riportando una frattura alla spalla. In seguito, vi fu un pesante contenzioso con accuse e controaccuse che dovette essere risolto per via diplomatica dall'ambasciatore italiano.
Nella primavera del 1956, quando Pasolini riprese la piena funzionalità dell'arto fratturato, si decise di ritentare l'impresa, limitando le prove alle cilindrate 50 e 75 cm³, soprattutto con attenzione alla maggiore, nella quale la NSU aveva appena conquistato i record di velocità sul miglio e sul chilometro lanciati, alla media di 151 e 150 km/h.
La mattina di mercoledì 4 aprile 1956, sull'autostrada dei Laghi, nel tratto da Legnano a Castellanza, il siluro giallo LinTo-Aermacchi 75, nonostante un fastidioso vento laterale, riuscì a battere il record di velocità sia sul miglio che sul chilometro. Nell'occasione venne anche testata la versione 50 cm³ con carenatura ridotta che diede risultati confortanti, tanto da battere il record mondiale sul chilometro con partenza da fermo.
I successivi tentativi di record per la 50 e 125 cm³ non vennero più svolti, a causa del passaggio di Tonti alla FB Mondial.
La LinTo-Aermacchi Record si trova esposta al Museo Nazionale del Motociclo di Rimini.

## I record di velocità
Primati raggiunti dalla LinTo-Aermacchi Record, a tutt'oggi imbattuti:
- Classe 75 cm³ - Chilometro lanciato in 21" e 53 centesimi, media di 167,208 km/h
  - (primato precedente NSU, media di 150 km/h)
- Classe 75 cm³ - Miglio lanciato in 35" e 91 centesimi, media di 161,337 km/h
  - (primato precedente NSU, media di 151 km/h)
- Classe 50 cm³ - Miglio con partenza da fermo in 1'10" e 76 centesimi, media di 82,530 km/h
  - (primato precedente Alpino, media di 77 km/h)